# Mitos da origem das línguas
Houve muitos relatos acerca das origens da linguagem nas diversas mitologias e outras histórias sobre o surgimento e desenvolvimento da capacidade de falar, bem como sobre as razões por trás da diversidade das línguas em nosso tempo.
Esses mitos têm semelhanças, temas recorrentes e diferenças, tendo sido transmitidos através da tradição oral. Alguns mitos vão além de apenas contar histórias com fundo religioso, alguns tendo até mesmo uma interpretação literal até hoje. Temas recorrentes nos mitos da dispersão linguagem são as inundações e outras catástrofes similares. Muitas histórias falam de um grande  dilúvio ou inundação que teria levado os povos da Terra a se espalhar sobre a face do planeta. Punição essa dada por um Deus ou por deuses por causa de uma transgressão por parte do homem é outro tema recorrente.
Mitos sobre as origens da linguagem e das línguas são geralmente subestimados, ou meras notas de rodapé na narrativa dos maiores mitos da criação, embora haja diferenças entre eles. Alguns relatos dizem que uma divindade criadora proporcionou uma língua desde o início, outros contam  a língua entre os presentes providos mais tarde, até como maldições.

## Bíblia Hebraica

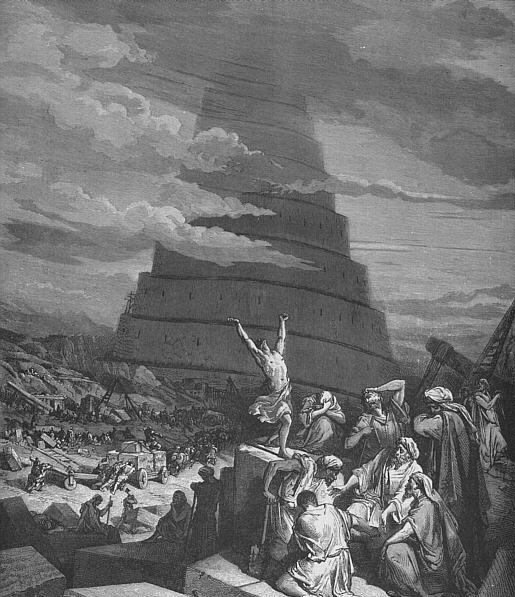
A "Confusão das línguas" de Gustave Doré, uma xilogravura mostrando a Torre de Babel do mito de Abraão.

O Bíblia Hebraica atribui a origem da linguagem aos próprios seres humanos, com Adão sendo chamado para nomear as criaturas que Deus havia criado.
Um dos exemplos mais conhecidos no Ocidente é a Torre de Babel passagem de Livro do  Gênesis: A lenda bíblica fala de Javé punindo a humanidade por arrogância e desobediência, por meio da confusão de línguas.
E o Senhor disse: Eis que o povo é um e todos têm uma mesma língua; e isso eles começam a fazer: e agora, não haverá restrição para tudo o que eles intentarem fazer.
Eia, desçamos e confundamos ali a sua língua, para que não entenda um a língua do outro. (Gênesis 11:5-6)
Isto tornou-se um conto padrão na Idade Média européia, refletido na literatura medieval, como o conto de Fénius Farsaid.

## Índia
Vāc é a deusa hindu da fala, ou "discurso personificado". Como  Brâman, a "expressão vocal sagrada", ela tem um papel cosmológico como a "Mãe dos Vedas".
Ela é apresentada como a consorte de Prajapati, que é também apresentado como a origem dos Vedas
Ela foi mais tarde confundida com Sarasvati na mitologia hindu.

## Américas

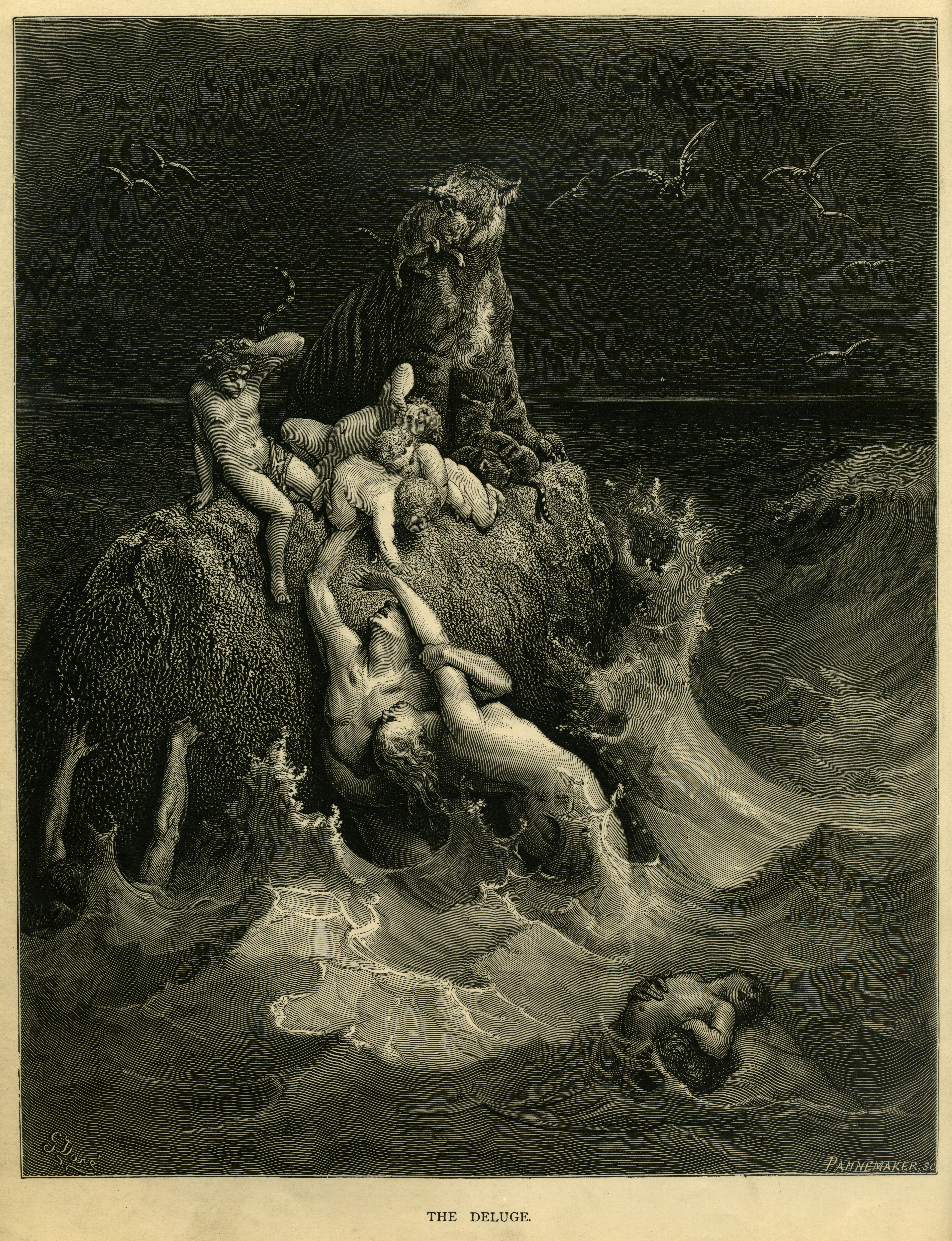
De Doré - "O Dilúvio". Refúgio de homens e animais num rochedo isolado durante o Dilúvio (mitologia), uma característica dos mitos da criação de todas as culturas.

Em comum com a mitologia de muitas outras civilizações e culturas que falam de um  Grande Dilúvio, certos povos indígenas das Américas tribos falam de um dilúvio que veio sobre a Terra . Depois que a água diminuiu, várias explicações foram dadas para a nova diversidade das línguas.

### Mesoamérica
Os Astecas sustentam a história de que apenas um homem, Coxcox e uma mulher, Xochiquetzal, sobreviveram à inundação, tendo flutuado em um pedaço de casca de árvore. Eles encontraram terra e geraram muitas crianças que nasceram incapazes de falar, mas, posteriormente, com a chegada de uma pomba foram dotados de linguagem, embora a cada um tenha sido um modo de expressão vocal diferente. Assim, eles não podiam se entender uns com os outros.

### América do Norte
Uma enchente semelhante é descrita pelos Kaska Dena da América do Norte e, como com a história de Babel, as pessoas foram então "muito espalhadas pelo mundo inteiro". O narrador da história acrescenta que isso explicava os diversos centros de população, as muitas tribos e as muitas línguas. Antes do dilúvio, havia apenas um centro, pois todas as pessoas viviam juntos em um país, e falavam um único idioma.
Eles não sabiam onde as outras pessoas viveram e, provavelmente, pensou-se os únicos sobreviventes. Muito tempo depois, quando, em suas andanças eles se conheceram pessoas de outro lugar, eles falavam línguas diferentes, e não conseguia entender o outro.
Uma história dos Iroqueses fala do (Mestre dos Céus) deus Taryenyawagon guiando seu povo em uma jornada e direcionando-os para se estabelecerem em lugares diferentes. Daí veio seu idioma alterado.
Um mito dos Salis (povo) conta como uma discussão levou às divergência de idiomas. Duas pessoas estavam discutindo se o zumbido estridente que acompanha patos em voo era de ar que passava através do bico ou do bater de asas. A discussão não foi resolvida pelo chefe tribal, que, em seguida, chamou um conselho de todas as principais pessoas da sua aldeia de das vizinhas. Esse conselho levou a um conflito pois ninguém chegava a um acordo,  e, ao final, a disputa levou a uma divisão com muitas pessoas se mudando para longe dali. Com o tempo, pessoas pouco a poucoe começaram a falar de forma diferente e outras línguas foram formados.
Na mitologia dos Yukis da Califórnia, um deus criador, que, acompanhado por um coiote criava linguagens ao mesmo tempo que criava as tribos em várias localidades. Ele plantava varas que iriam se transformar em pessoas ao amanhecer.
Depois se segue uma longa viagem do criador que. ainda acompanhado pelo coiote, no curso da viagem fez tribos em diferentes localidades, em cada caso colocando paus na casa durante a noite, deu-lhes seus costumes e modo de vida, e a cada um sua língua.

### Amazonas
Os Ticunas da Amazônia dizem que todos os povos eram uma única tribo e que, falavam uma mesma língua, até que dois ovos de beija-flores foram comidos, não se diz por quem. Posteriormente, as tribos se dividiram em grupos e dispersos por toda parte, com línguas diferentes.

## Europa
Na Grécia Antiga havia um mito de que há muito tempo os homens tinham vivido sem lei sob o governo de Zeus e falando uma única língua. O deus Hermes trouxe diversidade na fala e junto com ela a separação em nações e muita discórdia se seguiu. Zeus então renunciou a sua posição, cedendo-o para o primeiro rei dos homens, Foroneu.
Em mitologia nórdica, a faculdade da fala é um dom dado pelo terceiro filho de Borr, V , que deu também aos homens a faculdade de ouvir e de ver.
Quando os filhos de Borr foram caminhando ao longo da costa do mar, eles encontraram duas árvores, e tornaram as árvores em homens as árvores e os homens em forma de eles: o primeiro deu-lhes espírito e vida; o segundo, inteligência e sentimento; o terceiro, a forma, a fala, audição e visão.

## África
A Wa-Sania, um povo Banto da África Oriental tem um conto que diz que no início os povos da terra sabiam apenas uma língua, mas durante um grave fome, uma loucura atingiu as pessoas, levando-os a se deslocar para todas as direções, tagarelando palavras estranhas, assim nascendo as diferentes línguas .
Um deus que fala todas as línguas é um tema entre as mitologias africanas, havendo dois exemplos: O Exu dos Iorubás é uma entidade "malandra" que é um mensageiro dos deuses. Exu tem um paralelo na Lebá dos fons do Benim. Outro deus Iorubá que fala todas as línguas do mundo é Orunmilá, o deus da adivinhação.

## Polinésia
Pessoas na ilha de Hao na Polinésia contam uma história muito parecida com a Torre de Babel, falando de um Deus que, "com raiva perseguiu os construtores, destruiu a construção e mudou as suas línguas, para que eles falassem  diversas línguas, todas diferentes ".
Pode-se supor que primeiros missionários tenham influído os nativos a ter uma lenda mística semelhante àquela da Torre de Babel.

## Austrália
Na Austrália Meridional, um povo de Encounter Bay conta uma história de como a diversidade na linguagem surgiu a partir do canibalismo:
Com o tempo remoto uma mulher velha, com o nome Wurruri viveu na direção do leste e geralmente andava com uma vara grande na mão, para espalhar o fogo em torno do qual os outros estavam dormindo, Wurruri veio a morrer. Muito satisfeitos com essa circunstância, enviaram mensageiros em todas as direções para dar aviso de sua morte; homens, mulheres e crianças vieram, não para lamentar, mas para mostrar sua alegria. Os Raminjerar foram os primeiros que caiu sobre o cadáver e começaram a comer sua carne e imediatamente começaram a falar de forma inteligível. As outras tribos ao leste chegaram mais tarde, comeram o conteúdo dos intestinos, o que fez com que eles falassem uma linguagem um pouco diferente. As tribos do norte vieram por último e consumiram os intestinos e tudo o que restou, e imediatamente falavam uma língua diferente ainda mais do que a dos Raminjerar.
Outro grupo de aborígenes australianos, os Gunwinggu, diz que uma deusa em sonho deu a cada um de seus filhos uma linguagem própria para brincar.

## Ilhas Andaman
As crenças tradicionais dos habitantes indígenas das Ilhas Andamão na Baía de Bengala descrevem a linguagem como sendo algo dado pelo deus Pūluga para o primeiro homem e a primeira mulher em sua união depois de um grande dilúvio . A linguagem dada foi chamada bojig-Yab, que é a língua falada até hoje, de acordo com sua crença pela tribo que habitava o sul e parte do sudeste da Ilha Andaman média. Essa linguagem é descrita pelos moradores como a "língua materna" a partir do qual todos os outros dialetos foram feitos.
Suas crenças sustentam que, mesmo antes da morte do primeiro homem “ ... Seus descendentes se tornaram tão numerosos que sua casa já não podia acomodá-los. No espólio de Pūluga os descendentes foram equipados com todas as armas, implementos e fogo, necessárias; em seguida foram, espalhados em pares em todo o país. Quando esse êxodo ocorreu Puluga teria dado a cada par um dialeto diferente.  Assim, se deu, conforme tal lenda, a diversidade de linguagem.